# Edgaras Ulanovas
Edgaras Ulanovas (Kaunas, 7 de janeiro de 1992) é um basquetebolista lituano que atualmente joga pelo Fenerbahçe na BSL e a EuroLiga. O atleta que possui 1,98m e pesa 94kg atua na posição de ala.